# Pullip

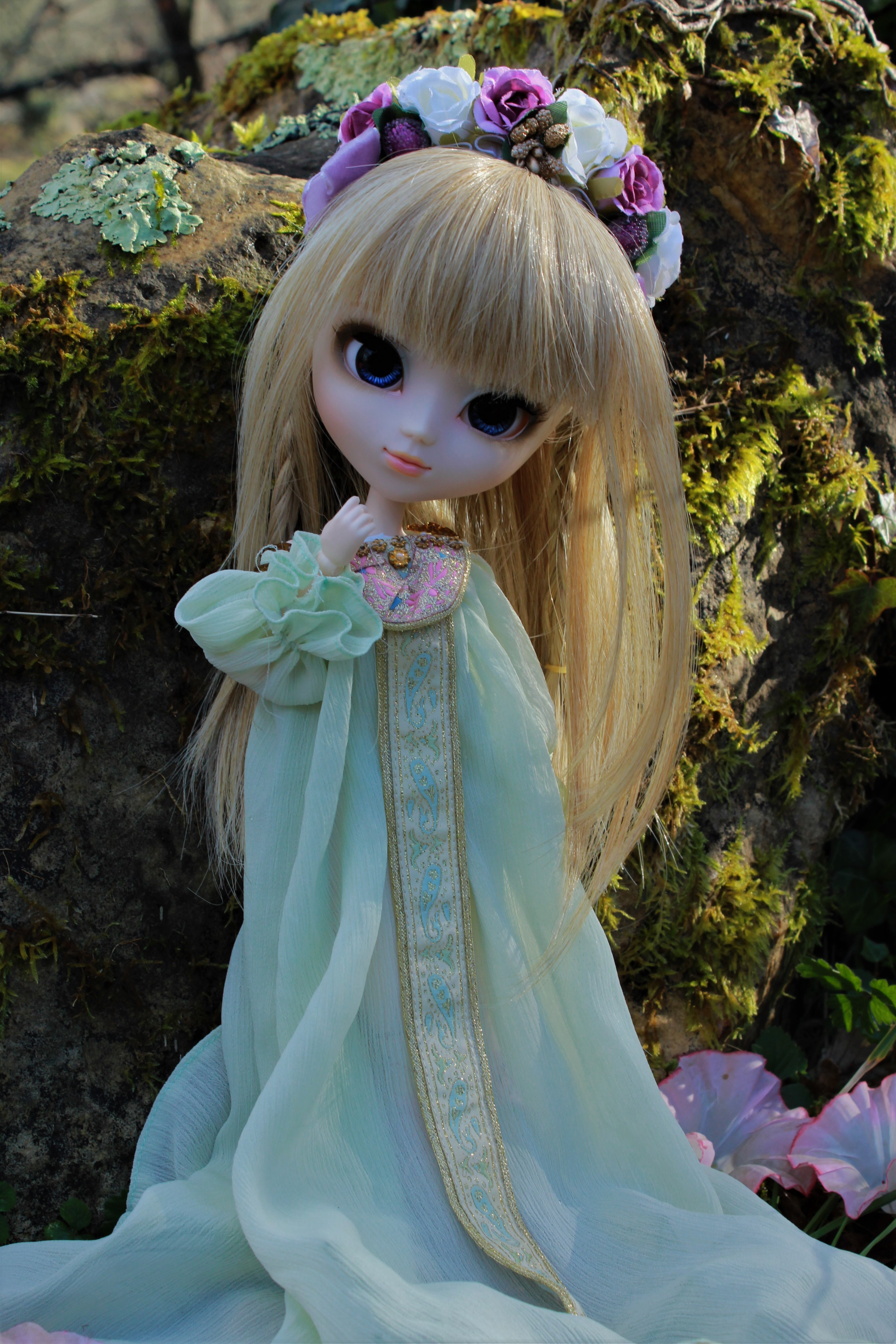
Imagem exemplificando o estilo de uma Pullip Doll.Modelo Pullip Kore 2014 personalizado com eyeships (olhos), um obitsu (novo corpo) e eyelashes (novos cílios)

Pullip é uma marca de bonecas de coleção criada por Cheonsang Cheonha na Coreia do Sul em 2003. As Pullip têm um corpo de plástico articulado (à escala de 1:6) e uma cabeça relativamente desproporcional (escala de 1:3), com uns olhos que podem ser movidos de um lado para o outro e pálpebras que podem ser fechadas. As Pullip foram inicialmente comercializadas pela Jun Planning no Japão mas a empresa sofreu algumas mudanças na sua gestão no início de 2009 e, desde então, passou a operar a partir da Coreia do Sul sob o nome Groove. Pullip (풀잎) significa "folha de relva/grama" em coreano. Desde o lançamento da primeira boneca de mulher, outras bonecas de companhia foram lançadas: as bonecas de homens chamados Namu (나무, árvore) e os Taeyang (태양, sol); a irmã dos Taeyang, Dal (달, lua); a melhor amiga das Dal, Byul (별, estrela) e o irmão mais novo da Pullip, Isul (이슬, orvalho). Em fevereiro de 2013, um novo membro da família Pullip foi introduzido, chamada Yeolme (열매, baga/fruta), que é a futura filha das Pullip. Também há uma linha em miniatura chamada Little Pullip, com o corpo à escala de 1:12 e as cabeças com 1:6. As Pullip e as suas bonecas homólogas são muitas vezes personalizadas pelos colecionadores, sendo uma das personalizações mais comuns a mudança nas perucas, cores dos olhos e mudanças no corpo.

## Aspeto
As bonecas Pullip têm um mecanismo do movimento dos olhos único que lhes permite movimentar-se de um lado ao outro e às suas pálpebras fecharem, tudo graças a pequenas alavancas na parte de trás da cabeça. As Pullip lançadas antes de janeiro de 2008 podem não apenas piscar os olhos como mantê-los fechados. As Pullip têm um corpo articulado e podem ser personalizadas facilmente. Medindo cerca de 30cm de altura, o corpo delas mede cerca de 23cm e tem a escala de 1:6, enquanto que a sua cabeça desproporcional tem cerca de 7cm e à escala de 1:3. Com um corpo à escala de 1:6, as Pullip têm o tamanho aproximado de muitas bonecas comercializáveis, tais como as Barbie e as Jenny. As Pullip podem muitas vezes vestir roupas e calçado de bonecas à sua escala. Contudo, a escala de 1:3 da sua cabeça relativamente desproporcional tem aproximadamente o mesmo tamanho de muitas cabeças de bonecas BJD.

### Tipos de corpo
O suporte do corpo altamente articulado das Pullip tem tido várias modificações ao longo dos anos. As primeiras Pullip — as primeiras dez edições, de julho a dezembro de 2003 — tinham aquilo a que é chamado de corpo Tipo 1, com um corpo com parafusos visíveis. Os primeiros três lançamentos de Pullip (Wind/Debut, Street e Moon) têm o pescoço que pode estalar facilmente com o peso e tamanho desproporcional da cabeça mas este pormenor do pescoço frágil foi corrigido nos lançamentos seguintes. Outro problema comum com os corpos Tipo 1 é a divisão vertical entre as duas metades da perna. Todas as Pullips lançadas com o corpo de Tipo 1 têm o cabelo cosido.
Um novo tipo de corpo foi introduzido com o lançamento da Pullip Venus em janeiro de 2004. O corpo de Tipo 2 tem um tronco macio, sem parafusos visíveis ou articulações que possam ser separadas. Este tipo de corpo tem proporções mais realistas e, até à data, é aquele que mais permite posar, o mais flexível e articulado de todas as Pullip alguma vez lançadas. A desvantagem mais básica deste corpo é que o plástico macio do tronco provoca um desgaste químico do material ao estar em contacto com os membros de plástico mais rígido e com as restantes peças, incluindo a articulação da peça do quadril/tronco inferior e as juntas esféricas dos ombros. Se não forem tomadas medidas de prevenção, o material macio do corpo também pode causar uma espécie de círculo de fundição química à volta do buraco do pescoço da cabeça da Pullip. Apesar da reação química ser o problema mais específico do corpo de Tipo 2, não se sabe ao certo se as condições ambientais (calor, humidade, etc) agravam a fundição do material. Outros problemas comuns com os corpos de Tipo 2 é que os membros podem cair ou se separar muito facilmente e o corpo macio pode saltar para fora da articulação do quadril. Apenas as primeiras três Pullip de corpo Tipo 2 (Venus, Savon e Nomado) têm cabelo enraizado. Os lançamentos posteriores, iniciado com a Arietta em março de 2004, têm perucas que podem ser removidas e mudadas conforme o gosto ou desejo do colecionador.
Com o lançamento duplo da Lan Ake e da Lan Ai em agosto de 2005, foi introduzido um novo tipo de corpo, o Tipo 3. O corpo de Tipo 3 tem menos articulações que o corpo de Tipo 2, tem uma forma mais pequena e juvenil e pulso e tornozelos articulados. Embora mais resistente que os seus antecessores, o Tipo 3 era o menos posável e assim se mantém até ao dia de hoje. Muitos colecionadores de Pullips demonstraram o seu desagrado com o corpo de Tipo 3, principalmente depois de se terem habituado à superioridade estética e facilidade de posar do Tipo 2. O problema mais comum com o Tipo 3 é a fratura do pulso, comum com o lançamento de Pullips após janeiro de 2007, começando com a Stica. Também as articulações das pernas e joelhos do Tipo 3 faziam regularmente um barulho semelhante a fratura quando dobrados.
Em janeiro de 2009, com o lançamento da Neo Noir, um novo tipo de corpo foi introduzido: o Tipo 4, sendo o produzido até hoje. É um tipo de corpo mais posável que o Tipo 3 e tem uma articulação com cavilhas para prevenir a fratura do pulso que ocorria com o corpo de Tipo 3. Problemas comuns com o Tipo 4 são as articulações rígidas e rangentes, joelhos que podem ser dobrados para trás e cavilhas mais folgadas no pulso e joelho, fazendo com que os membros se separem facilmente. A divisão vertical da perna que ocorria com os corpos de Tipo 1 pode ocorrer algumas vezes nos joelhos do corpo de Tipo 4.

## Lançamentos
Edições novas de bonecas Pullip são lançadas mensalmente. Lançamentos limitados e exclusivos também são vendidos ocasionalmente. Cada boneca tem um nome particular com maquilhagem diferente (chamado faceup), cabelo, roupa, acessórios, cartão de colecionador, suporte da boneca e caixa (algumas das primeiras Pullip não vinham com um cartão de colecionador ou com um suporte para a boneca).
Entre 2003 e 2014, contam-se mais de 220 lançamentos de Pullips. Os lançamentos regulares de Pullips são limitados pois apenas um certo número é fabricado e esse número é apenas conhecido por parte do fabricante.
Ocasionalmente, uma edição limitada e exclusiva é feita numa quantidade entre 300 e 2000 exemplares e são vendidos adicionalmente aos lançamentos mensais regulares. No início de 2006, com o lançamento da edição limitada da Fall Purezza, a Jun Planning anunciou que não iria mais produzir Pullips exclusivas porque as suas vendas faziam baixar a procura das edições regulares mensais. Contudo, a empresa mudou de ideias aparentemente em meados de 2007 com o lançamento do primeiro exclusivo dos Estados Unidos, a Haute LA, pela HauteDoll, seguido mais tarde por vários exclusivos japoneses. Algumas lojas que têm estas Pullips exclusivas são a Toys-R-Us Japão, que venderam a Vivien em novembro de 2004; a Magma Heritage, em Singapura, que venderam a Bianca, Oren e a Mitzi em 2004; a HauteDoll em Los Angeles e Nova Iorque, que venderam a Haute LA e a Haute NY em 2007; a loja TBS, no Japão, que vendeu a Kirakishou em setembro de 2007 bem como uma versão limitada da Sparrow e a (nova) Shinku em março de 2014; e a pullip.net, na Coreia do Sul. Até setembro de 2007, as edições limitadas e exclusivas de bonecas vinham com um certificado a mostrar o seu número de produção; contudo em 2014 os certificados já só eram incluídos esporadicamente nesses mesmos tipos de edições.
Antes de 2006, a Jun Planning lançou algumas edições que tinham algumas parecenças com personagens populares e celebridades mas não eram licenciadas oficialmente. A Fantastic Alice é semelhante à rendição de Alice no País das Maravilhas da Disney. A Rida contém algumas semelhanças com a Nana. O conjunto "Happy Birthday #2" inclui uma Pullip nativa americana de nome Sacagawea e um Namu chamado Geronimo.
Por ocasião do quinto aniversário das Pullip em 2008, cinco bonecas foram lançadas como parte do conjunto de edição limitada chamado "Another Alice", incluindo a Another Alice, a Another Queen, o Another King (um Taeyang), Another Rabbit (uma Dal), e uma Another Clock Rabbit (Dal). Apenas foram fabricados 500 de cada uma destas bonecas. Esta edição foi inspirada na Alice no País das Maravilhas. A data original de lançamento foi adiada por forma a incluir o pormenor do Taeyang Another King poder fechar os olhos. Assim, a edição acabou por ser lançada em agosto de 2007. Os colecionadores que encomendaram o conjunto completo receberam ainda uma estatueta de um flamingo como bónus.

### Lançamentos licenciados e colaborações
Em 2006, a Jun Planning começou a lançar Pullips licenciadas inspiradas na série de anime/manga Rozen Maiden. Com exceção da última Pullip de Rozen Maiden, Kirakishou (um exclusivo da TBS/Japão), as bonecas de Rozen Maiden não foram edições limitadas.
Desde 2007, várias bonecas Pullip foram lançadas com colaborações na área da moda e do design, como com o designer H. Naoto; a marca de roupa SunaUna; as lojas da moda Lolita Angelic Pretty e Baby, The Stars Shine Bright; e as personalizações de Kanihoru, Mitsubachi@BabyBee, Silver Butterfly, Sheryl Designs e de PoisonGirl.
Várias outras bonecas Pullip têm sido lançadas através de colaborações comerciais para caracterizarem personagens da ficção muito populares, como a Hello Kitty e My Melody da Sanrio; Rei Ayanami e Asuka Langley Soryu de Neon Genesis Evangelion; Grell, Sebastian e Ciel de Black Butler; Angelique Limoges, Rayne e Erenfried de Neo Angelique Abyss; Peter Pan, Captain Hook, Tinkerbell e Tiger Lily do filme da Disney Peter Pan; e Dumbo e Pinocchio dos filmes do mesmo nome da Disney. Três Pullips foram lançadas baseadas em personagens de Audrey Hepburn, incluindo a Holly, de Breakfast at Tiffany's; Princesa Ann, do filme Roman Holiday e Sabrina, do filme Sabrina. Várias Pullips foram lançadas entre 2011-2014 baseadas em personagens de Vocaloid e desde 2014 do anime/manga Sailor Moon, com edições regulares e especiais.
A maioria destas colaborações não tiveram bonecas de edição exclusiva e limitada mas têm preços de venda recomendados (MSRP) mais altos que os lançamentos convencionais e regulares devido aos custos de licenciamento.

## Companhias das Pullip

### Namu
Namu foi o primeiro homem equivalente à Pullip, e a sua personagem foi lançada como sendo o seu namorado. Os Namu tinham 34cm de altura e uma cabeça desproporcional (escala de 1:3, tal como a Pullip) e um corpo articulado. Tal como as Pullip, os olhos dos Namu podem-se mexer de um lado até ao outro e as suas pálpebras também se podem fechar graças a umas alavancas atrás da cabeça. Ele pode ser personalizado tal como a Pullip. As roupas para os Namu podem ser da maioria das figuras de ação e de bonecas de 1:6, incluindo a boneca moderna do Ken.
Houve várias versões lançadas dos Namu entre 2004 e 2005. O primeiro Namu, chamado Vispo, tinha o cabelo cosido, tal como as primeiras Pullip, contudo, os Namu seguintes tinham todos perucas. A Jun Planning retirou os Namu em 2005 sob pretexto dele e da Pullip terem "terminado a relação." O último Namu, lançado em maio de 2005, foi o "Happy Birthday Namu #2," também conhecido como Gerimino e veio em conjunto com a Pullip Sacagawea. Em 2006, uma nova boneca de homem substituiu o Namu, chamado Taeyang.

### Taeyang
Os Taeyang foram primeiramente lançados em fevereiro de 2006 como o novo namorado das Pullip, substituindo os Namu. O primeiro Taeyang lançado foi chamado MJ e foi intenção ser o equivalente para a Pullip Rida. O corpo dos Taeyang é igual ao seu predecessor, Namu, mas a sua cara e forma da cabeça são diferentes, com um maxilar mais amplo e um queixo mais sobressaído. Tal como as Pullip, os Taeyang têm olhos que se podem mexer de um lado ao outro e pálpebras que se podem fechar e piscar, graças às alavancas na sua cabeça. Foram iniciados com o Taeyang chamado Hash em agosto de 2007, as pálpebras deste Taeyang podiam permanecer fechadas. Os Taeyang podem ser personalizados tal como as Pullip, podendo também mudar o seu cabelo, olhos, faceup e corpo. Eles medem 36cm de altura e podem trocar de roupas com a maior parte das bonecas e action figures de 1:6, incluindo a boneca moderna do Ken. Os Taeyang são lançados a cada dois meses pela Jun Planning.
Desde 2006, a Jun Planning tem lançado seis a sete versões diferentes de Taeyang a cada ano, contando com mais de 50 lançamentos diferentes no total. Algumas das bonecas Taeyang têm semelhanças a personagens e celebridades populares. O Taeyang Edward Scissorhands foi licenciado da personagem do filme de mesmo nome de Tim Burton. O Taeyang Shade tem semelhanças com Sherlock Holmes. O Taeyang Another King foi inspirado no King of Hearts da história de Alice no País das Maravilhas.

### Dal
As Dal foram introduzidas em outubro de 2006, com as primeiras três versões lançadas – Drta, Fiori e Monomono. As Dal são tidas como a irmã de treze anos dos Taeyang, que considera as Pullip como a sua rival em termos de estilo e moda. Tal como a Pullip tem o tamanho aproximado de 1:6, à escala de bonecas como a Barbie e a Jenny, a Dal é semelhante em tamanho às edições de bonecas de "pequenas irmãs" tais como a Skipper ou a Licca. As Dal têm 26,3cm em altura e quando colocadas ao lado das Pullip, dão-lhes pelo ombro.
As articulações do corpo das Dal é semelhante às da Pullip. Os seus olhos movem-se de um lado ao outro mas não se fecham. As Dal podem ser personalizadas tal como as Pullip e os Taeyang. A Jun Planning anunciou no início de 2008 que uma nova Dal seria lançada a cada mês. Desde aí, o fabricante falhou ocasionalmente alguns meses entre alguns lançamentos mas ao todo, e até à data, foram lançadas cerca de 75 Dals.

### Byul
As Byul foram inicialmente introduzidas em dezembro de 2008, com a primeira versão chamada Eris. As Byul partilham o tipo de corpo das Dal mas têm uma forma de cara diferente. Ela é tida como a melhor amiga de treze anos da Dal que secretamente se apaixonou por Isul, o irmão mais novo da Pullip. Tal como as Dal, as Byul não podem fechar os olhos e medem 26,3cm. Uma nova Byul é lançada aproximadamente entre dois a cada cinco meses. Desde 2008, houve mais de 25 lançamentos de Byuls.

### Isul
Os Isul são o irmão de quinze anos das Pullip e foi inicialmente lançado em fevereiro de 2011. O primeiro Isul chama-se Apollo e faz parte de um conjunto de Pullips de Steampunk. Tal como as Pullip, os Isul têm olhos que se podem mover de um lado ao outro e pálpebras que se podem piscar e fechar e graças às alavancas da sua cabeça. Isul é tido como um estudante em São Francisco que gosta de jogar futebol. É uma criança-prodígio pois gosta de ler literatura de universidade. A nível de personalidade, é dito que é muito calmo, doce e prestativo. Os Isul medem 29,5cm de altura. São lançados aproximadamente um a cada mês mas por vezes a Groove falha um mês ou dois entre lançamentos. Desde 2011 que já se contam mais de 30 lançamentos.

### Yeolume
Lançadas em fevereiro de 2013, as Yeolume são a futura filha das Pullip e a aquisição mais recente de toda a linha de bonecas Pullip. As Yeolume medem 26cm de altura, e o primeiro lançamento, chamada Podo, veste um uniforme escolar com um laço rosa e azul. De acordo com a sua biografia no site oficial das Pullip, as Yeolume tem 10 anos de idade e frequenta a escola. A sua personalidade é muito doce e querida.
As Yeolume têm aproximadamente a mesma altura que as Dal e, tal como as Dal e as Byul, os seus olhos podem mexer-se de um lado ao outro mas não se podem fechar. Contudo, contrariamente às Dal e às Byul, o aspeto do corpo das Yeolume é muito diferente: tem alguns pontos muito pequenos de articulação e o seu corpo tem semelhanças com a Little Pullip (apesar de mais larga em tamanho) ou com uma boneca Blythe. No entanto, os braços e pernas das Yeolume não se dobram, e elas podem ser posadas até um certo limite. Tal como outras bonecas da linha Pullip, as Yeolume são personalizáveis e o seu corpo pode ser facilmente trocado por um mais resistente e mais flexível (ex, uma Pure Neemo ou um corpo da Obitsu).

### Little Pullip
As Little Pullip são uma versão em miniatura das Pullip, com um corpo à escala 1:12 e uma cabeça à escala 1:6. Muitas vezes chamada de "mini" estas pequenas versões têm mais ou menos uns 11,4cm de altura. As Little Pullips não têm joelhos ou cotovelos articulados, o seu calçado é pintado e os seus olhos movem-se ou piscam. Apesar do seu tamanho pequeno e poucos pontos de articulação, elas são personalizáveis até certo ponto: pode-se colocar novas perucas, corpos, cor de olhos e maquilhagem.
Várias edições das Little Pullip são réplicas em miniatura das bonecas em tamanho normal das Pullip com nome semelhante, roupas, cabelo e maquilhagem, tal como a Principessa, Cornice e a Mir. As Little Pullips que por acaso não são feitas à semelhança de uma Pullip de tamanho normal são únicas na linha Little Pullip, tal como a Riletto, a Aloalo e a Miss Green. A única boneca Pullip que foi primeiramente lançada como uma Little Pullip e mais tarde lançada numa versão maior e mais larga foi a Pullip Froggy. Tem havido lançamentos temáticos para a linha das Little Pullip que são diferentes e completamente separadas dos lançamentos das de tamanho normal, tal como os signos astrológicos ocidentais e os Músicos de Bremen.
As Little Pullips foram lançadas inicialmente em janeiro de 2005 com o lançamento da Moon, uma réplica em miniatura da Pullip do mesmo nome. A produção de Little Pullips parou em março de 2007 mas regressaram em outubro de 2009 sob o nome Little Pullip +. A diferença inicial entre a linha original e a linha Plus é que as bonecas mais recentes têm a cabeça unida por uma bola que pode rodar ou inclinar a cabeça para diferentes ângulos, permitindo mais expressividade que a cabeça das Little Pullip originais, que só podiam virar de um lado para o outro num único eixo.
Também há Little Taeyangs, Little Dals e Little Byuls que fazem parte da linha Little Pullip. A linha Docolla (de "doll" + "collaboration") foi lançada como uma extensão da linha das Little Pullip +, iniciada em julho de 2011 com o lançamento da Pullip Grell em miniatura de Black Butler. A sua escala é de 4.5.

## Merchandising relacionada

### Pullip Costume
Moda/vestuário Pullip são roupas e acessórios vendidos pela Jun Planning para as bonecas Pullip. Inclui vestuário completo, artigos de roupa e acessórios. O vestuário Pullip é lançado esporadicamente.

### Petit Luxury
Petit Luxury é mobiliário de exibição para as Pullip lançado pela Jun Planning do Japan, iniciado em janeiro de 2008. Inclui cadeirões clássicos de estilo francês e outras peças de resina.

### Magazine
Em julho de 2005, a Jun Planning autorizou a "Pullip Magazine," um livro com 88 páginas e escrito em japonês. O livro inclui um catálogo completo de cada Pullip lançada até à altura, os conceitos, entrevistas com designers, colaborações com marcas de roupa populares, guias de personalização de Pullips e padrões de roupa com o desenho de marcas famosas.
Em agosto de 2010 sai um segundo livro, chamado "Pullip Complete Style" e impresso novamente em japonês, tornou-se disponível para ser adquirido por si só como parte de uma caixa especial com a edição limitada da Pullip Bonita. Este livro tem 133 páginas e contém fotografias de todas as Pullip lançadas entre 2003 até ao outono de 2010.

## Personalização
Tal como as bonecas ball-jointed mais caras, as Pullip são facilmente personalizáveis. As Pullip lançadas antes de março de 2004 tinham cabelo cosido mas os pedaços do couro cabeludo podem ser trocados. A partir dos lançamentos de março de 2004, todas as bonecas da linha Pullip – começando com a Pullip Arietta e o Namu Trunk – passaram a ter perucas removíveis, permitindo assim o cabelo ser modificado mais facilmente.
As Pullip e as suas companhias podem ter novos corpos, num processo chamado rebodying. Opções populares de rebodying incluem os corpos da escala 1:6 feito por empresas como a Obitsu, Volks e a Pure Neemo. Alguns colecionadores preferem o rebody com corpos de figuras de ação da escala 1:6 ou com corpos de linhas para brincar como as Barbie ou as bonecas Liv.
Todas as bonecas da linha Pullip têm cabeça e mecanismos nos olhos que podem ser removíveis com uma chave-de-fendas. A personalização variam de mudanças menores como novas perucas ou cores de olhos para mudanças maiores como novos faceups e bonecas completamente personalizadas com aspeto completamente diferente. Uma personificação mais intensiva pode incluir esculpir o corpo ou mesmo a cara, colocar piercings ou joelharia no corpo (que pode ser feito com um cola na superfície da boneca ou mesmo fazendo um pequeno furo para ficar uma abertura permanente) e tatuagens pintadas ou esculpidas.

## Controvérsia
O lançamento da Pullip inicialmente marcado para julho de 2005 e que tinha o nome de Beressa, uma "espiã," que vinha com um uniforme preto e um barrete com tranças loiras e detalhes vermelhos, como uma braçadeira vermelha e uma pistola. Apesar de não ter swastikas visíveis na boneca nem nas fotografias, a semelhança com os uniformes e o desenho de uma arma tinham uma grande semelhança com os uniformes dos oficiais das SS da Alemanha Nazi. A Jun Planning anunciou o cancelamento da Beressa por respeito ao 60º aniversário do Holocausto. A Lan Ake, a Pullip criada para substituir a Beressa, teve um atraso de um mês; consequentemente, a Jun Planning acabou por não lançar uma Pullip em julho de 2005 e lançaram, assim, a Lan Ake e a Lan Ai juntas em agosto de 2005.